# Китаев, Александр Александрович
Александр Александрович Китаев (род. 23 ноября 1952, Ленинград) — советский и российский фотограф, художник, куратор, историк фотографии. 

## Биография
Александр Китаев родился 23 ноября 1952 в Ленинграде. После окончания средней школы с 1970 по 1978 гг. работал слесарем механосборочных работ на ЛЭМЗ «Заря». В 1971—1973 гг. учился в Северо-Западном заочном политехническом институте. В эти же годы увлёкся фотографией. В 1972 году был принят в старейший в стране фотоклуб при Выборгском дворце культуры (ВДК). С 1975 по 1979 гг. входил в состав творческой группы «Окно» (А. Китаев, Б. Конов, Е. Покуц, Е. Скибицкая, С. Чабуткин), сформированной внутри фотоклуба ВДК. Находясь в составе клуба, был участником и лауреатом международных, всесоюзных и городских выставок и конкурсов народного творчества. В 1977 г. окончил факультет фотокорреспондентов городского университета рабкоров при Ленинградском Доме Журналистов. С 1978 г. работал фотографом на ленинградском судостроительном предприятии «Адмиралтейские верфи». В 1979 г. в числе ряда фотолюбителей вышел из состава ВДК и принял участие в создании фотоклуба «Дружба» Дома дружбы с народами зарубежных стран. В 1982 году прекратил посещать фотолюбительские организации и занялся интенсивным самообразованием.
В 1987 году Китаев вернулся к фотографическому творчеству и вступил в фотоклуб «Зеркало»; в 1988 г. вместе с бо̀льшей частью его членов вышел из его состава. С 1988 по 1989 гг. принимал участие в выставочной деятельности ленинградского объединения «Фотоцентр» в ДК им. «Ильича» и созданного Р. Мангутовым товарищества «Община фотохудожников». С 1980-х гг. начал создавать циклы видовых и жанровых запечатлений Петербурга, получивших впоследствии большую известность. Тогда же начал работу по созданию портретной иконографии деятелей ленинградской-петербургской культуры. В начале 1990-х много экспериментировал в области абстрактной фотографии в технике фотограммы и т. н. «химографии». С 1992 г. участник объединения «Фотоpostscriptum». В 1992 г. был принят в члены Союза фотохудожников России, в 1994 — в члены Союза Художников России. С 1998 года—член организационного совета фестиваля «Традиционный осенний Фотомарафон». С 1999 года свободный художник. В 2000 году организовал издательство Арт-Тема, специализировавшегося на выпуске изданий по фотоискусству (арт-директор, 2000—2001); редактор раздела «Арт-мансарда» сетевого журнала Peter-club (2000—2001); арт-директор фотогалереи «Раскольников» (2004—2005). В 1995—2012 гг. мастерская Китаева была местом регулярных, еженедельных (по средам) встреч и общения многих творческих личностей из разных городов России и зарубежных стран.
В 1996 г. в рамках программы «Окно в Нидерланды» работал совместно с голландским фотокорреспондентом Wubbo de Jang над созданием образов Амстердама и Петербурга. В 1996, 1998, 1999 и 2000 гг. совершил пять фотоэкспедиций на Афон, в результате которых сложилась значительная коллекция запечатлений Святой Горы. Фотографии афонского цикла публиковались в ряде книг и справочников о современном Афоне, экспонировались на 14 персональных выставках (1997—2005), а также входили в состав множества групповых экспозиций. В 1998—1999 гг. был участником российско-итальянского исследовательского проекта «Любовь Достоевская: С. Петербург-Больцано». В 2000 и 2006 гг. при поддержке Генерального консульства ФРГ в Санкт-Петербурге работал над созданием серий фотографических запечатлений объединённого Берлина. В 2006 г. — стипендиат мэрии Парижа. Автор более семидесяти персональных выставок, проходивших в России, Англии, Германии, Голландии, Греции, Италии, Швейцарии, участник более 150 групповых выставок (до 2012 г.). Куратор ряда выставочных проектов в России и за рубежом.
Знаковый представитель петербургской школы художественной фотографии рубежа XIX—XX вв. известен прежде всего работами, выполненными в жанре городского пейзажа:
«У Александра Китаева — странное чувство Петербурга. Назвать его ретроспективным нельзя. При всей своей любви к старой русской фотографии, Китаев не стилизуется под XIX век. Но и ярких примет современности у него тоже почти не найти. Он словно опровергает известную аксиому, гласящую, что любой снимок с годами превращается в документ своей эпохи. Глядя на его фотографию не скажешь: это Садовая восьмидесятых, это Дворцовая девяностых. Это просто улица и набережная — как они живут на задворках памяти: неизменные, идеальные представления, очищенные от временной шелухи. Если что и заставляет Китаева схватить свою репортерскую, узкопленочную камеру и в тот или иной момент нажать на спусковую кнопку — так уж точно не погоня за историей». (А. Толстова).
Большую известность также получили и созданные им фотографии афонского цикла:
«Кажется, впору уже теперь всерьез задуматься о дальнейшей судьбе этого нового фотографического архива, представляющего Афон на исходе XX века, с его „надмирностью“ и повседневностью, простыми радостями и не ускользнувшими от фотографа немалыми проблемами. Однако перед нами не репортаж, не простая фотофиксация, а образы, созданные художником. Отпечатанные, как и сто лет назад, в традиционной черно-белой технологии, работы Китаева кажутся „ретро“ или „археологической“ фотографией, однако менее всего стоит видеть в них формальную стилизацию, тоску по прошлому, попытку поворотить время вспять». (Ю. Демиденко).
Не менее известны произведения в портретном в жанре: 
Китаев изначально создан именно как фотограф-художник и у него где-то на клеточном уровне заложена способность по своему усмотрению менять взгляд не только на окружающее, но и весь комплекс зрительного восприятия действительности. Можно подумать, что у него присутствует специальный ген перевоплощения. Поэтому Китаев обладает особой возможностью, которой постоянно пользуется, — он может позволить себе подходить к съёмке любого очередного портрета как к совершенно новой, уникальной задаче и искать её решение словно бы «от нуля», исходя исключительно из вековечной коллизии «художник — модель». (Наль Подольский)
В начале 1990-х много экспериментировал в области абстрактной фотографии в технике фотограммы и т. н. «химографии».
«Впервые обратившись к фотограммам в 1990-е годы, Китаев далеко ушел от своих знаменитых предшественников. Он сразу начал работать не с элементарными формулами контрастов и контуров, а с трехмерным и прозрачным стеклом, позволяющим создавать сложные пространственные композиции. И если поначалу художника ещё интересовали верные тени давно исчерпавших свою прямую функцию предметов, то затем он пришел к созданию совершенно новых реальностей. Пафос „остранения“, в равной мере воплощавшийся в попытках Рене Магритта „увидеть заново“ обычный стакан и в фотограммных композициях Ман Рея и Мохоли-Надя, оказался отвергнут ради обретения нового инструментария — стеклянной бутылки и светового потока». (Ю. Демиденко).
В 2012 году прекратил фотографическую практику и посвятил себя исключительно изучению истории русской фотографии. Читал лекции по истории фотографии в Государственном музее истории Санкт-Петербурга; Государственном Русском музее фотографии (Нижний Новгород); Фотографическом музее «Дом Метенкова» (Екатеринбург); Молодёжном образовательном центре Государственного Эрмитажа; Музее истории фотографии (Санкт-Петербург); Музее российской фотографии (Коломна); Балтийской фотошколе (Санкт-Петербург); Фонде «Петербургские фотомастерские» (Санкт-Петербург); Школе визуальных искусств (Москва); Государственном центре фотографии РОСФОТО (Санкт-Петербург); Leica Akademie (Москва), на фестивалях «Фотопарад в Угличе», «ПитерФотоФест» и др. 

#### Книги
- Субъектив. Фотограф о фотографии. Издательство С.-Петербургского университета, СПб, 2006. ISBN 5-238-04146-6
- Субъективно о фотографах. Письма. «Стереоскоп», СПб, 2013. ISBN 978-5-9904923-1-8
- Петербург Ивана Бианки. Poste restante. (Серия ФОТОРОССИКА). «Росток», СПб, 2015. ISBN 978-5-94668-161-2
- Петербургский свет в фотографиях Карла Даутендея. (Серия ФОТОРОССИКА), «Росток», СПб, 2016. ISBN 978-5-94668-188-9

#### Альбомы
- Благословение / текст И. Чмырева. «Арт-Тема», СПб, 2000
- Невольная линия ландшафта / текст В. Савчук. «Арт-Тема», СПб, 2000
- Still-light / текст И. Чмырева. «Арт-Тема», СПб, 2000
- Отражения. Альбом / фото А. Китаев. OCS, СПб, 2001
- Жанр: Петербург. Альбом. СПб, 2011
- Прогулки по Марлинской аллее / текст Е. Андреева. «Росток», СПб, 2015
- Патина. Старый Летний сад. «Росток», СПб. 2015
- Афонский винтаж. «Росток», СПб. 2015
- Непостижимый Петербург: альбом / текст А. Толстова. «Росток», СПб, 2016
- Путешествие света: альбом / текст И. Чмырева. «Росток», СПб, 2016
- Проделки Вертумна в садах Петергофа" / текст Ю. Демиденко. «Росток», СПб, 2017

#### Публикации по истории фотографии
- Фотографическое время Карла Буллы / Петербург. 1903 год в фотографиях К. К. Буллы: каталог. ГМИСПб. 2003
- Василий Сокорнов. Специальность — виды Крыма / Василий Сокорнов. Виды Крыма: каталог. РОСФОТО, СПб. 2005
- Первый светописец Петербурга / Иван Бианки — первый светописец Петербурга: каталог. ГМИСПб, СПб. 2005
- Жизнеутверждающий жанр / Ню. Old & New. Альбом. OCS, СПб. 2006
- Максим Дмитриев в борьбе за авторские права в фотографии / Фотография. История и современность / Материалы научно-практической конференции, посвященной 150-летию со дня рождения М. П. Дмитриева. Нижний Новгород, 2009
- О Борисе Смелове / Медиафилософия III. Фотография / под ред. В. В. Савчука, М. А. Степанова. СПб: Санкт-Петербургское Философское общество, 2009
- О фотографии, Петербурге и конце века / Борис Смелов. Ретроспектива: каталог. Государственный Эрмитаж, 2009
- Немецкий вклад в российскую фотографию XIX века / Санкт-Петербург в творчестве немецких фотографов XIX века: каталог. ГМИСПб, СПб, 2014
- Петербургская экспедиция Ивана Бианки // Русский міръ: альманах / гл. ред. Д. А. Ивашинцов. — СПб. : Русская культура, № 9, 2014
- Die Wiederentdeckung eines Fotografen. Ivan (Giovanni) Bianchi — der erste Lichtbildner Petersburgs // Fotogeschichte, Helf 141, 36. Jg., 2016
- Осторожно, Везенберг! // Жевержеевские чтения: Творцы и собиратели: Материалы науч. конф. 6-7 октября 2016 г. / СПб. Гос. Музей театр. и муз. Искусства. — СПб. 2016
- Карл Даутендей[нем.] «в стране снега и медведей» // Русский міръ: альманах / гл. ред. Д. А. Ивашинцов. — СПб. : Русская культура, № 10, 2016

#### Публикации в интернете
- Предвестник репортажа. «Где всегда дует резкий ветер» Архивная копия от 8 января 2018 на Wayback Machine
- Немецкий вклад в российскую фотографию XIX века Архивная копия от 2 апреля 2015 на Wayback Machine
- Страшилки для взрослых. К истории «газетной утки» или как её теперь называют — «вброс» Архивная копия от 12 декабря 2017 на Wayback Machine
- Теневая светопись. Рентген, как фотограф невидимого Архивная копия от 12 декабря 2017 на Wayback Machine
- Назойливые комары Архивная копия от 12 декабря 2017 на Wayback Machine
- Александр Китаев. Игорь Гаврилов: «Здоровье в советской журналистике нужно было иметь крепкое» Архивная копия от 12 декабря 2017 на Wayback Machine

## Выставки

#### Персональные выставки (выборочно)
- 2011 — Непостижимый Петербург — Центр фотографии имени братьев Люмьер, Москва
- 2010 — Париж. Демисезон — Государственный центр фотографии РОСФОТО, СПб.
- 2008 — Три дня в августе 1991 — Государственный музей политической истории России, СПб.
- 2007 — Multum, non multa — фотографический музей «Дом Метенкова», Екатеринбург
- 2006 — Берлин за полчаса—Центральный музей железнодорожного транспорта, СПб.
- 2005 — Путешествия света — Государственный музей истории Санкт-Петербурга
- 2004 — Ню. Версии тела—Красноярский музейный центр, Красноярск
- 2003 — Санкт-Петербург и волшебство Петергофских садов—La Fabbrica, Lozone
- 2001 — Святая гора Афон и её насельники — Тихвинский историко-мемориальный и архитектурно-художественный музей, Тихвин
- 2000 — Невольная линия ландшафта. Международный месяц фотографии в Москве «Фотобиеннале-2000»—Центральный Дом Художника, Москва
- 2000 — Между небом и землей… — Ярославский художественный музей, Ярославль
- 1999 — 10 лет с Петербургом—Государственный музей истории Санкт-Петербурга
- 1998 — Виды Святой Горы Афон—Новая Академия Изящных Искусств, СПб.
- 1996 — Амстердам глазами Александра Китаева—Петрозаводск, Псков, Калининград, Вологда, Череповец
- 1996 — Images of St.Petersburg — «Photosynkyria’96». 9-th International Meeting, Endos ton technon, Thessaloniki
- 1996 — ST PETERSBURG as seen by Wubbo de Jong, AMSTERDAM through the eyes of Alexander Kitayev—Nieuwe Kerk, Amsterdam, Netherlands; Центральный выставочный зал (Манеж), СПб.

#### Групповые выставки (выборочно)
- 2012 — Форпост русской фотографии — Галерея классической фотографии, Москва
- 2012 — Перестройка, либерализация, эксперимент (1980-е-2010) — Хьюстон, США
- 2012 — Серебряный город. Петербургская фотография XX—XXI веков—Центр фотографии имени братьев Люмьер, Москва
- 2010 — Москва — Париж. (Международный месяц фотографии в Москве «Фотобиеннале-2010») — Московский музей современного искусства, Москва
- 2005 — Фотограмма. Проекция. Силуэт. — Государственный центр современного искусства, Москва
- 2004 — Павел I глазами фотохудожников XX века — Гос. Русский музей (Михайловский замок), СПб.
- 2003 — St. Petersburg in Black and White — Grand Gallery, New York
- 2003 — Современный Петербург глазами фотографов — Государственный Русский музей, СПб.
- 2002 — Черно-белый Петербург — Государственный музей истории Санкт-Петербурга
- 2001 — Абстракция в России. XX век. — Государственный Русский музей, СПб.
- 2000 — Icons of the Russian Ballet — The Royal Opera House Studio Covent Carden, London
- 1999 — Russia in Transition: 1978—1998 — Leica Gallery, New York; 'Columbia University, Washington, USA (2000)'
- 1999 — Любовь Достоевская: С. Петербург-Больцано — Литературно-мемориальный музей Ф. М. Достоевского, СПб.
- 1997 — Фотоэстафета: от Родченко до наших дней—муниципальная галерея «А-3», Москва
- 1996 — Russian photographers Renewal & Metamorphosis From The Late Soviet Era To The 1990 is. — The M.I.T. Museum; Fichburg Art Museum (1997), USA
- 1995 — The latest photo art from Russia — Frankfurt-Dusseldorf-Karlsruhe-Gannover-Gerten, Germany
- 1994 — Self-identification. Positions in St.Petersburg Art from 1970 until Today—Kiel-Berlin-Oslo-Sopot; Государственный Русский музей, СПб.
- 1993 — Фотоpostscriptum — Государственный Русский музей (Мраморный дворец), СПб.

## Кураторские проекты
- Невская купель. (Фестиваль «Мифы Петербурга». Совместно с А. Чежиным). Галерея «Федор», Сестрорецк.1996.
- Сдвиг: от Ленинграда к Петербургу. (Совместно с А. Чежиным). Государственный литературно-мемориальный музей Ф. М. Достоевского, Санкт-Петербург. 1997.
- Одна модель. (V петербургская бьеннале «Осенний фотомарафон»). Галерея «Арт-Коллегия», Санкт-Петербург. 1998
- Фотохудожники. (Фестиваль искусств «Мастер-класс’98»). Выставочный Центр Союза Художников. Санкт-Петербург. 1998
- Старая гвардия. (Фестиваль «Анатомия современного искусства Петербурга»). Галерея «Арт-Коллегия», Санкт-Петербург. 1999
- The Russian Nude XX th, Centory Photography. (Совместно с А. Логиновым). Luke&A Gallery, London. 2002. Каталог. СПб, 2002
- Черно-белый Петербург. (Совместно с Ю. Демиденко). Государственный музей истории Санкт-Петербурга. 2002; Дом-музей лорда Лейтона, Лондон. 2003. Каталог. СПб, 2002  Архивная копия от 12 декабря 2017 на Wayback Machine
- Серебряная фотография. (Совместно с В. Вальраном) — галерея «Арт-Коллегия», Санкт-Петербург. 2003
- Петербург. 1903 год в фотографиях К. К. Буллы. Государственный музей истории Санкт-Петербурга. 2003. Каталог. СПб. 2003  Архивная копия от 12 декабря 2017 на Wayback Machine.  Архивная копия от 12 декабря 2017 на Wayback Machine
- Перекресток. Галерея «Раскольников», Санкт-Петербург. 2004—2005.
- Иван Бианки — первый светописец Петербурга (совместно с Ю. Демиденко). Государственный музей истории Санкт-Петербурга. 2005. Каталог. СПб, 2005  Архивная копия от 12 декабря 2017 на Wayback Machine
- Поэзия садов. (Совместно с О. Корсуновой). Государственный музей городской скульптуры, Санкт-Петербург. 2006.  Архивная копия от 12 декабря 2017 на Wayback Machine
- МЫ. (Совместно с И. Лебедевым). Центральный выставочный зал «Манеж», Санкт-Петербург. 2010. Архивная копия от 12 декабря 2017 на Wayback Machine
- Метромания. Государственный музей истории Санкт-Петербурга. 2010. Архивная копия от 12 декабря 2017 на Wayback Machine

## Собрания
- Государственный Русский музей, СПб.
- Государственный музей изобразительных искусств им. Пушкина, Москва
- Государственный центр фотографии РОСФОТО, СПб.
- Государственный музей истории Санкт-Петербурга
- Государственный Русский музей фотографии, Нижний Новгород;
- Мультимедиа арт музей, Москва
- Московский музей современного искусства, Москва
- Музей нонконформистского искусства, СПб.
- Ярославский художественный музей
- Фотографический музей «Дом Метенкова», Екатеринбург
- Санкт-Петербургский государственный музей музыкального и театрального искусства, СПб.
- Российская национальная библиотека, СПб.
- Литературно-мемориальный музей Ф. М. Достоевского, СПб.
- Музей института русской литературы (Пушкинский дом), СПб.
- Санкт-Петербургская государственная театральная библиотека, СПб.
- Музей «Дом В. В. Набокова», СПб.
- Музей истории фотографии, СПб.
- Музей Органической культуры, Коломна
- Фонд «Свободная культура», СПб.
- Фонд исторической фотографии им. Карла Буллы, СПб.
- Фонд Ruarts, Москва
- Фонд «Президентский центр Б. Н. Ельцина», Екатеринбург
- Центр фотографии имени братьев Люмьер, Москва
- Центр Гуманитарных исследований Гарри Рэнсона, Ostin, Texas, USA
- The Navigator Foundation, Boston, USA
- The Norton and Nancy Dodge Collection, USA
- The Jane Voorhees Zimmerli Art Museum, Rutgers
- The State University of New Jersey, New Brunswik, NJ, USA
- Mendi Kaszier Foundation, Antwerpen, Belgien
- Centro culturale Il Rivellino LDV, Svizzera